# Francesco Gessi

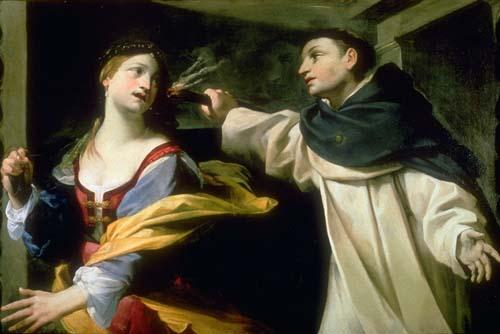
Francesco Gessi, „Die Versuchung des heiligen Thomas von Aquin“, ca. 1635, Galleria Antonio Fontanesi, Reggio nell'Emilia

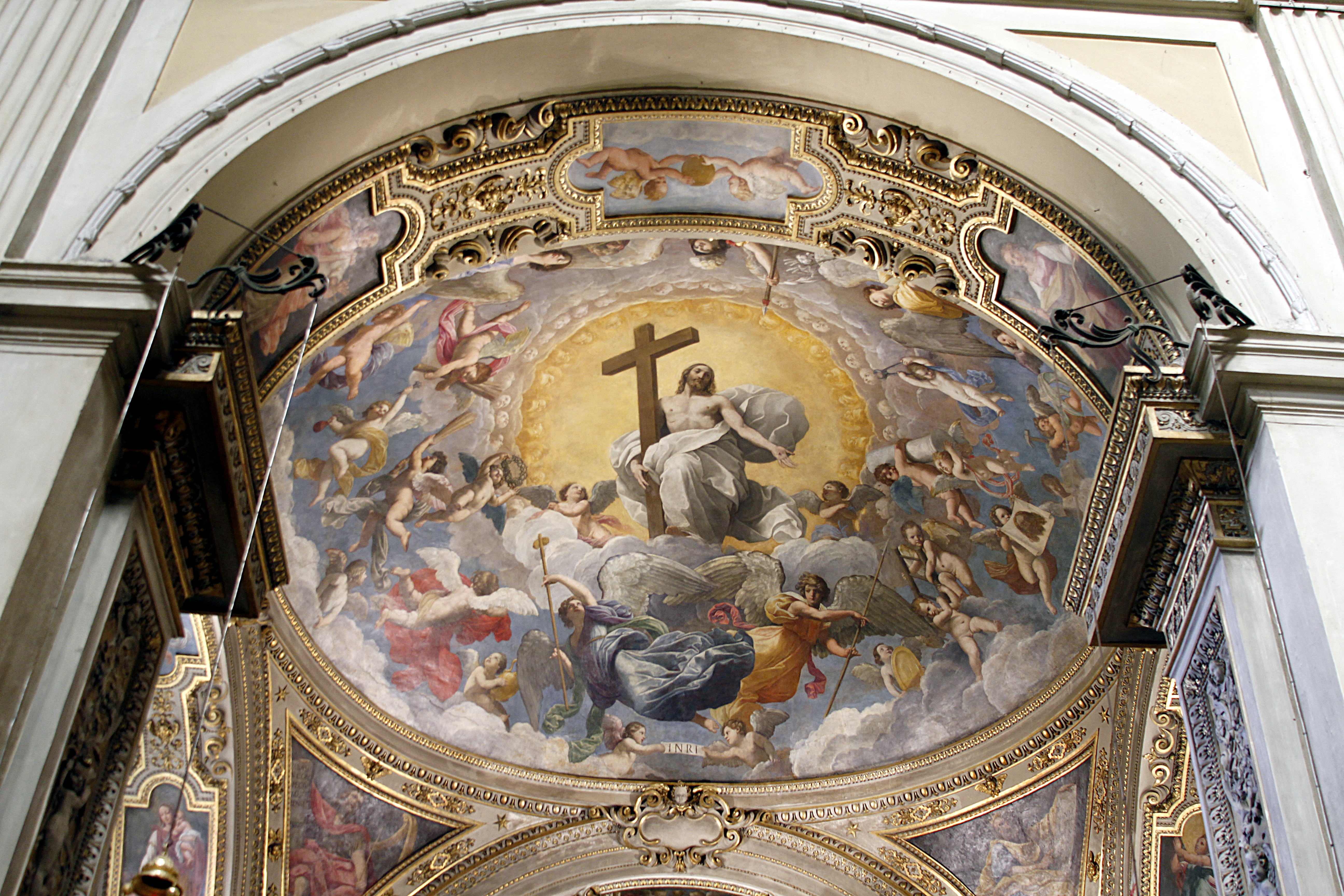
Francesco Gessi, Gian Giacomo Sementini nach dem Entwurf von Guido Reni „Christus in der Glorie“, ca. 1620, Ravenna, Dom, Sakramentskapelle

Francesco Giovanni Gessi  (* 20. Januar 1588 in Bologna; † 15. September 1649 ebenda) war ein bologneser Maler des Barock. In direkter Verbindung zu Guido Reni stehend, wurde er zu einem der wichtigen Maler in der ersten Hälfte des 17. Jahrhunderts in Bologna und der Emilia-Romagna.

## Leben
Francesco Gessi wurde in Bologna in eine wohlhabende Familie hineingeboren. Die Unterstützung seines Vaters genießend, konnte er die Laufbahn eines Künstlers einschlagen und begann seine Ausbildung als Maler in den Werkstätten von Denys Calvaert und Giovanni Battista Cremoni. Über familiäre Kontakte soll er auch mit Francesco Albani in Kontakt gestanden haben, jedoch sind über diese Andeutungen hinaus keine Fakten bekannt. Zwischen 1601 und 1610, wohl 1607, wechselte er in die Werkstatt Guido Renis, einem der wichtigsten Exponenten des Bologneser Barock, der in jenen Jahren sowohl in Rom als auch in Bologna tätig war. Durch diesen Umstand konnte Gessi, der mit Reni und seinem Mitarbeiterstab noch weitere Auftragsreisen unternahm, weitere Kunstzentren wie Mantua und Ravenna kennenlernen; spätestens um das Jahr 1620 war er wieder in Rom tätig, denn ein zweimaliger Aufenthalt ist für diesen Zeitraum überliefert.

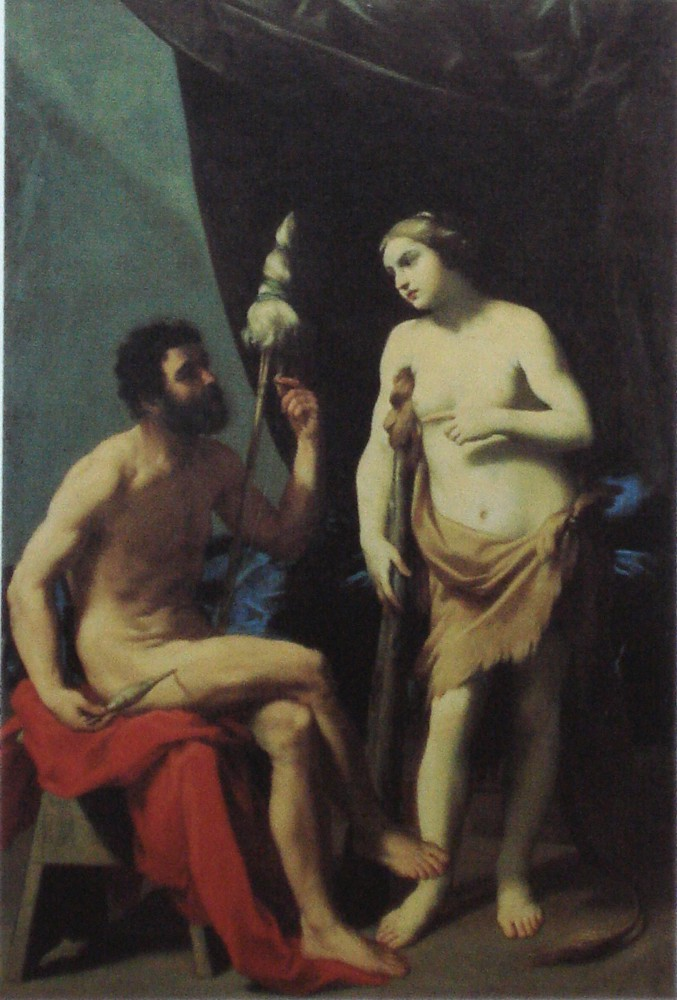
Francesco Gessi, „Herkules und Omphale“, Bologna, Pinacoteca Nazionale

Anlässlich eines Auftrags in Neapel um 1621/22 kam es zu einer Auseinandersetzung zwischen Reni und Gessi, die zur dauerhaften Verstimmung zwischen den beiden führte. Der Zeitpunkt, zu dem dann das durch Quellen überlieferte gänzliche Zerwürfnis eintrat, ist nicht genau zu bestimmen: noch 1626 war Francesco Gessi für Reni in Rom tätig. Dem Auftrag jedenfalls zur Ausmalung der Cappella del Tesoro di S. Gennaro im Dom in Neapel unter der Leitung Renis war kein Erfolg beschieden: die Auftraggeber entzogen Reni den Auftrag nach diversen Differenzen. Das gegenüber auswärtigen Mitbewerbern aggressive Konkurrenzverhalten der neapolitanischen Kunstszene war wohl ein weiterer Grund für das Scheitern Renis bei diesem Auftrag. Später noch als Reni ging Gessi nach Bologna zurück.

1624 kehrte Francesco Gessi ohne Wissen Guido Renis mit Giovanni Battista Ruggieri und Lorenzo Menini als Mitarbeitern nach Neapel zurück, um sich dort um denselben Auftrag wie drei Jahre zuvor zu bewerben, dieses Mal unter der Leitung von Fabrizio Santafede. Auch diesem Projekt war kein Erfolg beschieden. Zurückkehrend nach Bologna, eröffnete Gessi im Palazzo Fantuzzi in den alten Räumen Guido Renis eine eigene Werkstatt und führte für die Kirchen Bolognas und der Emilia-Romagna zahlreiche Altargemälde und Freskierungen aus. Einige wurden, unter anderem auch durch Bombenschäden im Zweiten Weltkrieg, zerstört. Darüber hinaus sind einige Werke konservatorisch in bedenklichem Zustand, wobei es jedoch auch Restaurierungsbemühungen gibt: so wurden zum Beispiel Ende 2004 zwei große Werke Gessis in Bologna – 'Die Vertreibung aus dem Tempel' und 'Der Fischzug Petri' in der Kirche San Girolamo alla Certosa – nach der Restaurierung der Öffentlichkeit wieder übergeben.

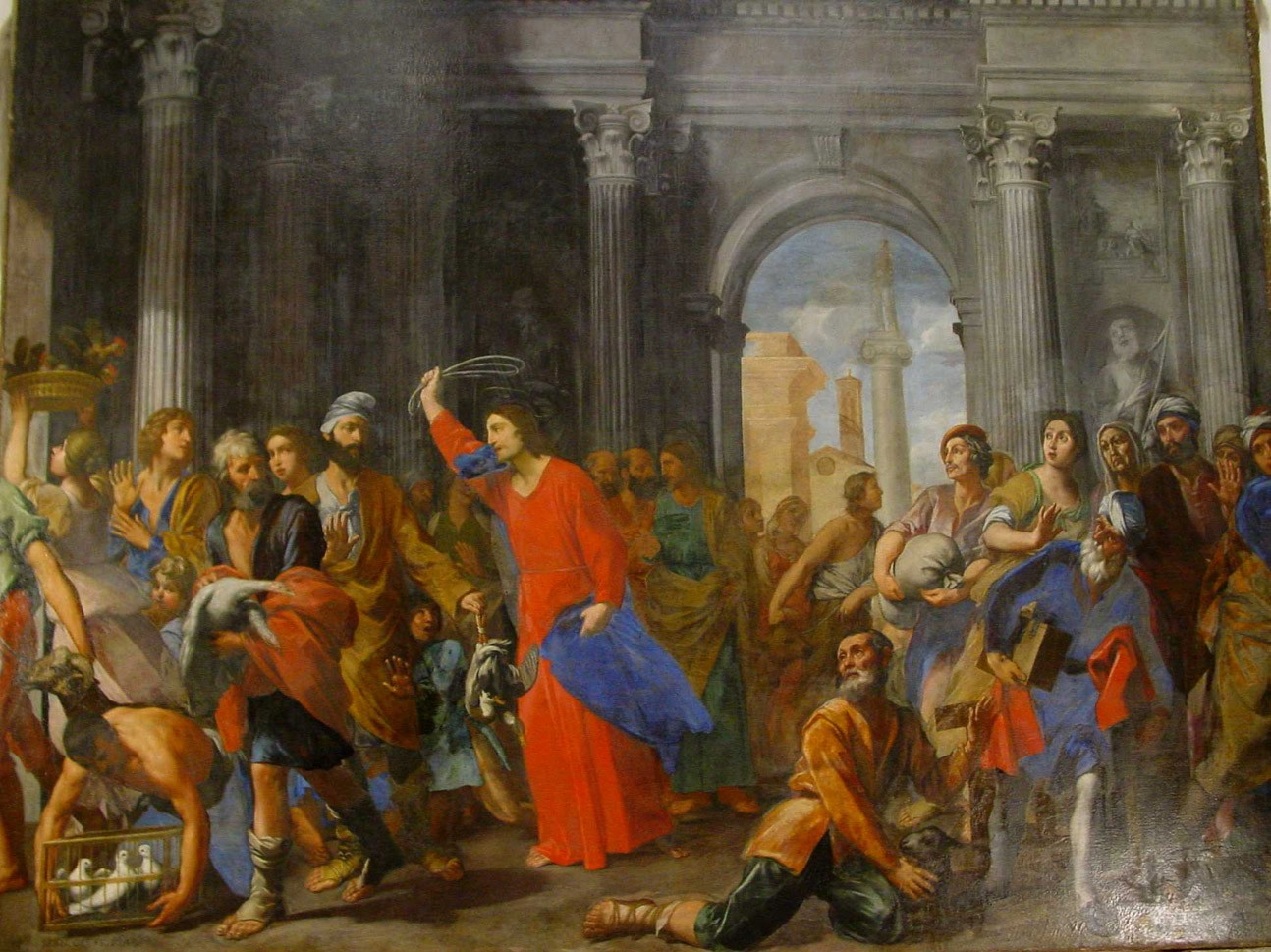
Francesco Gessi „Cacciata dei mercanti dal Tempio“, Bologna, Certosa, ca. 1645

Francesco Gessi soll trotz seiner zahlreichen Aufträge und zweier ererbter nicht unbeträchtlicher Vermögen häufig in Geldnot gewesen sein. Zeitgenössische oder auch spätere Quellen führen die schon damals diskutierte künstlerische Qualität seiner oben erwähnten Altargemälde für die Certosa in Bologna von ca. 1645 (siehe Photo) auf diesen Umstand zurück: er hätte den Auftrag unter Zeitdruck und nur wenig ambitioniert ausschließlich ausgeführt, um sich des Honorars zu versichern. Francesco Gessi verstarb im September 1649 im Alter von 61 Jahren.

## Werk

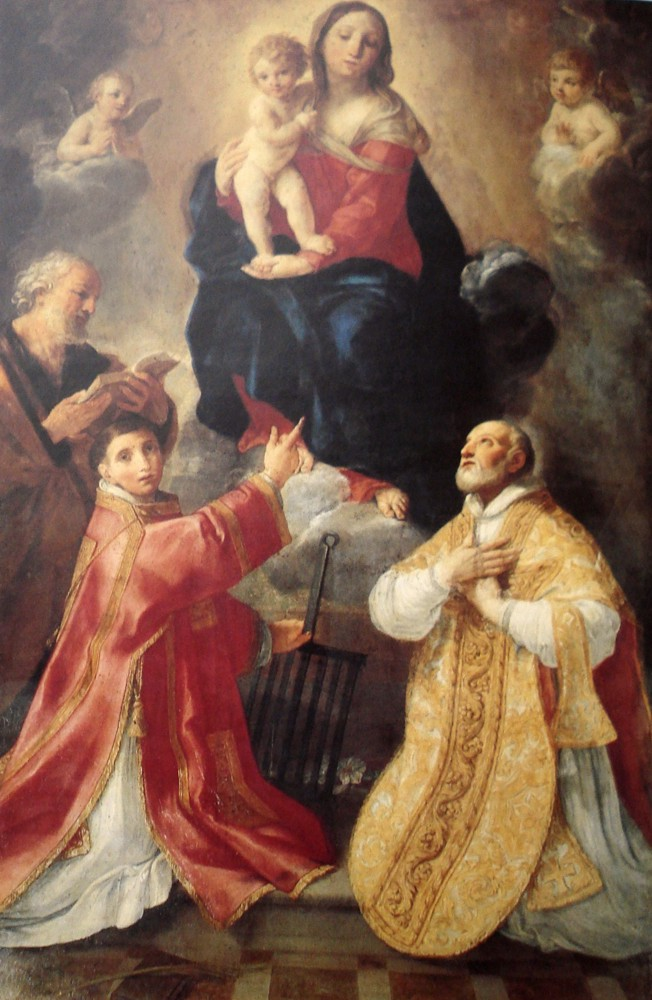
Francesco Gessi, „Maria mit dem Kind in der Glorie und den hll. Joseph, Laurentius und Philippus Neri“, ca. 1640, Faenza, S. Pietro

Francesco Gessi ist ein Exponent des Bologneser Malstils der ersten Hälfte des 17. Jahrhunderts. In seiner Lehrzeit lernte er die Strömungen der italienischen Kunst um 1600 kennen und verschmolz die Tendenzen zu einem individuellen Personalstil, der in seinen stärksten Werken große Eigenständigkeit zeigt. Diese Werke gehören, obwohl er nicht zu der ersten Garde – wie zum Beispiel Domenichino, Giovanni Francesco Barbieri (genannt Il Guercino), Guido Reni, Annibale, Agostino und Ludovico Carracci – zählte, zu den interessanten Werken der Stilentwicklung zwischen 1620 und 1650.

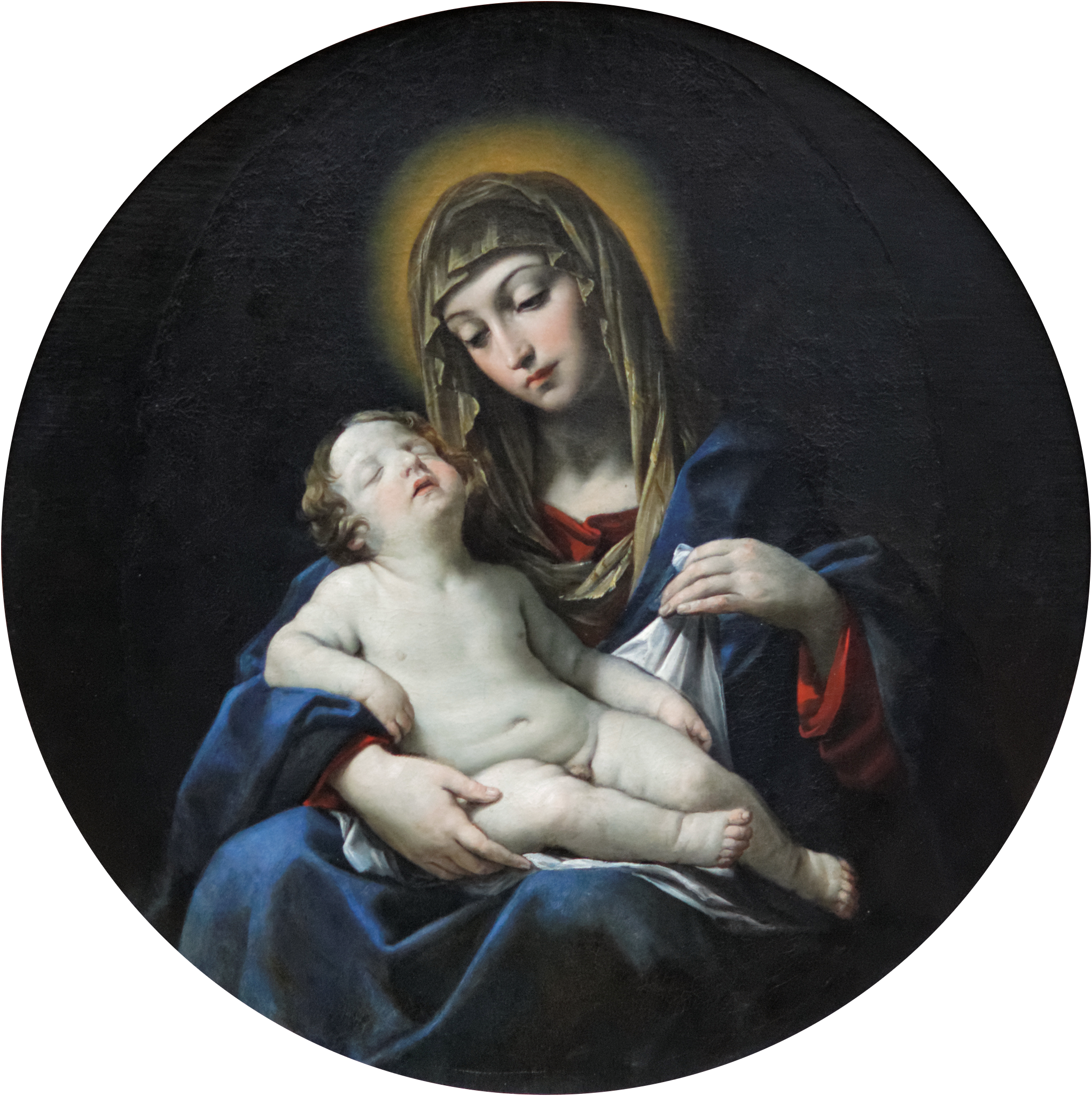
Francesco Gessi, „Maria mit dem Jesuskind“, um 1624 (heute im Louvre, Paris)

Eine elegante Synthese aus emilianischen Tendenzen (Correggio, Carracci, Reni) und belebenden Einflüssen des neapolitanischen Caravaggismus attestiert die heutige Kunstgeschichtsschreibung seinem Werk. Dies zeigt sich besonders in den Physiognomien der weiblichen Figuren, wie zum Beispiel in den häufig vorkommenden Heiligendarstellungen – typische Merkmale der Schulen Ludovico Carraccis und Guido Renis sind dort zu sehen: das rosablasse Inkarnat, die großen, dunklen, oft feucht schimmernden Augen und der nach oben gewandte Blick sind Merkmale des Bologneser Malstils im Barock. Auch Details wie die Bildfindung bei der Darstellung alter Männer und des Faltenwurfs finden Vorbilder bei Ludovico Carracci und Francesco Albani. Zudem beweist die bevorzugte Verwendung eines dominierenden Rot/Blau – Farbakkordes die Nähe zur Malschule Bolognas. Bemerkbar ist anderseits eine realistische Tendenz in einigen Werken, die – wohl über Guido Reni vermittelt – ohne Michelangelo Merisi Caravaggio nicht denkbar wäre: Gessis Werk beweist hier eine Stilsynthese, die zwischen den artifiziell-ätherischen Tendenzen des reifen Guido Reni, dem dekorativen eklektischen Klassizismus der Carracci und dem Realismus Caravaggios vermittelt. Gerade an dieser stilistischen Positionierung zeigt sich Gessis Eigenständigkeit, denn obwohl er auch nach dem Bruch mit Guido Reni dessen Stilentwicklung wie sehr viele der Künstler Bolognas der Zeit nicht aus den Augen verliert, imitiert er ihn doch nie, sondern findet eine eigene Bildsprache, die Renis fast manieristische Stilistik der späten Jahre nie nachahmt, sondern vielmehr mittels eines realistischen Impetus erdet.

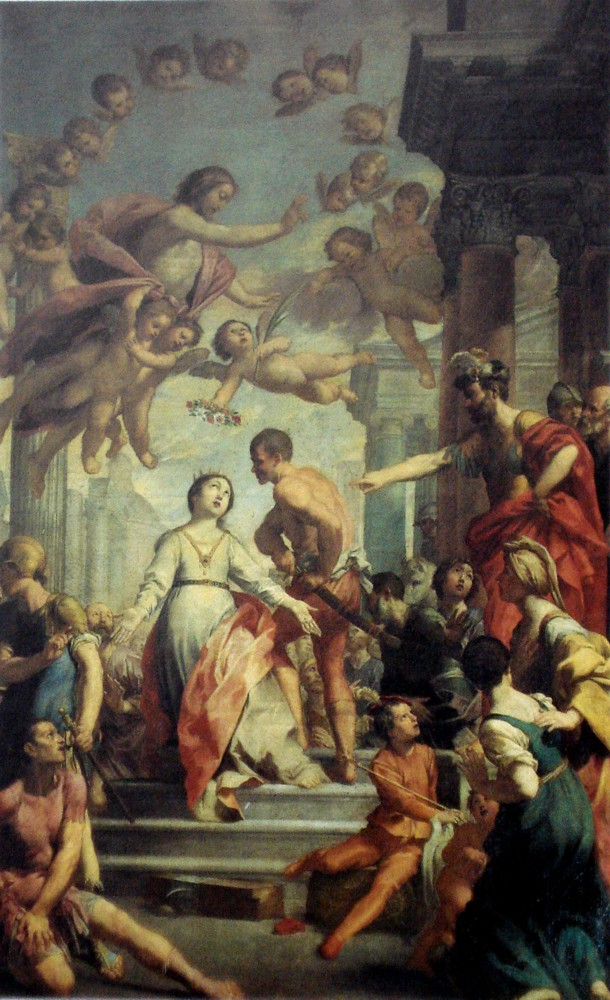
Francesco Gessi, „Martyrium der Hl. Katharina“, ca. 1630, S. Catarina di Strada Maggiore, Bologna

## Sammlungspräsenz

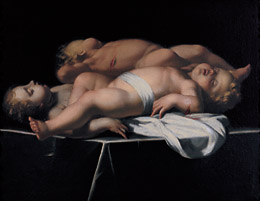
Francesco Gessi, „Tre puttini feriti“, ca. 1620, Museum of Art – Marquette University, Milwaukee (Wis)

Ein Grundproblem bei der Auflistung der Werke Francesco Gessis ist, dass es immer wieder neue Meinungen zu der Autorenschaft der ihm zugeschriebenen Werke gibt. Es gibt also immer wieder Änderungen im Werkkatalog, und diese Problematik resultiert aus folgenden Sachverhalten: zum einen haben sowohl er als auch viele weitere Schüler Guido Renis sich an dessen sehr erfolgreichen Stil orientiert. Der enorm erfolgreiche Werkstattbetrieb förderte diese Entwicklung, denn die Schüler sollten wie der Meister malen, um so möglichst viele Aufträge mit dem Qualitätssiegel 'Guido Reni' an die zahlreichen Auftraggeber liefern zu können. Da diese stilistische Nähe nicht selten sehr eng war, lassen sich die Werke der einzelnen Schüler schwierig voneinander scheiden. Zum anderen malten im Werkstattbetrieb Guido Renis oft mehrere Hände an einem Werk oder die Schüler fertigten im Anschluss originalgetreue Kopien der erfolgreichsten Werke Guido Renis, so das bei einigen Werken auch die Zuschreibung an Schüler und/oder Meister schwierig ist. So betonen zum Beispiel zeitgenössische Quellen, dass Francesco Gessi unter anderem deswegen geschätzt wurde, weil er sich am erfolgreichsten des Stiles Guido Renis annehmen konnte.
Seine überlieferten Werke befinden sich noch in großer Anzahl in situ in den Kirchen (meist in Bologna und der Emilia-Romagna), für die sie gefertigt wurden. Leider ist sein Werk nur rudimentär dokumentiert und zudem in den Bildquellen zumeist undatiert, so dass ein Überblick über seine Stilentwicklung schwierig zu realisieren ist. Diese Zuschreibungen sind meist durch Unterlagen der unterschiedlichsten Art dokumentiert. Aber auch in Museen und Privatsammlungen finden sich religiöse Werke, ergänzt durch die nicht so zahlreichen Gemälde mit Motiven aus den Mythen der Antike. Hier gibt es vor allen Dingen bei den profanen Werken Zuschreibungsprobleme, da es zu diesen Werken meist keine zeitgenössischen Dokumente gibt, die die Autorenschaft belegen könnten. Ihm zugeschriebene Werke finden sich im Louvre, Paris ('Madonna mit dem Kind', ca. 1624), im Museum of Art, Marguette University, Milwaukee, Wis. ('Tre puttini feriti', ca. 1620), Museo Poldi Pezzoli, Mailand ('Madonna mit dem Kind und dem Hl. Antonius von Padua'), Musei Civici di Reggio Emilia, Reggio Emilia ('Versuchung des Hl. Thomas von Aquin', ca. 1635), Privatsammlung, Mailand ('Mars lehrt Amor das Lesen'), Pinacoteca di Brera, Mailand ('Jungfrau mit dem Kind und dem Hl. Lorenz, Hl. Nikolaus und der Hl. Francesca von Rom'), Fondazione Rossini, Pesaro ('Tod des Adonis').

## Schüler
Wie alle etablierten Künstler seiner Zeit hatte Francesco Gessi einen Werkstattbetrieb eingerichtet, in denen über die Jahre hinweg viele Künstler arbeiteten, von denen aber die wenigsten bekannt sind. Sie kamen entweder als junge Auszubildende in seine Werkstatt, oder aber als schon ausgebildete – aber nicht gleichrangige – Künstler und arbeiteten unter seiner Anweisung. Einige der bei ihm tätigen Künstler waren Giovanni Battista Ruggieri (auch Battistino del Gessi genannt) und sein Bruder Ercolino, Gabrieli Ferrantini und Andrea Seghezzi.